# Microlymphocytotoxicité
Microlymphocytotoxicité (CDC) ou (LCT en français) a été la première technique couramment utilisée pour la détection des anticorps HLA et pour le test de concordance. 
Dans cet essai, les cellules cibles lymphocytaires sont utilisées pour détecter les anticorps IgG et IgM fixateurs de complément présents dans le sérum d’un patient après l’ajout du complément de lapin.
Microlymphocytotoxicité a été introduit par Terasaki et McClelland au début des années 1960 . La technique CDC est utilisée à TTL Rijeka depuis 1971, date à laquelle le laboratoire a été fondé comme le premier en Croatie. La technique est basée sur les molécules HLA affichées dans leur configuration naturelle.